# Prockia oaxacana
Prockia oaxacana är en videväxtart som beskrevs av J.Jimenez Ram., Cruz Durán. Prockia oaxacana ingår i släktet Prockia och familjen videväxter. Inga underarter finns listade i Catalogue of Life.